# Мюррей, Джон, 2-й граф Данмор
Джон Мюррей, 2-й граф Данмор (англ. John Murray, 2nd Earl of Dunmore; 31 октября 1685 — 18 апреля 1752) — шотландский пэр и генерал британской армии.

## Биография
Родился 31 октября 1685 года. Второй сын Чарльза Мюррея, 1-го графа Данмора (1661—1710), и Кэтрин Уоттс, внук Джона Мюррея, 1-го маркиза Атолла (1631—1703).
В 1704 году после смерти своего старшего брата Джеймса, виконта Финкасла (1683—1704), Джон Мюррей стал наследником титулов и поместий своего отца.
19 апреля 1710 года после смерти своего отца Джон Мюррей унаследовал титулы 2-го графа Данмора (Пэрство Шотландии), 2-го виконта Финкасла (Пэрство Шотландии) и 2-го лорда Мюррея из Блэра, Мулена и Тиллимета (Пэрство Шотландии).
Полковник 3-го шотландского гвардейского полка (1713—1752), губернатор Плимута (1745—1752).
В 1719 году он был одним из командующих британскими войсками при успешном взятии Виго во время Войны четверного альянса.
Лорд Даномр заседал в Палате лордов Великобритании как шотландский пэр-представитель в 1713—1715, 1727—1752 годах.
Он скончался 18 апреля 1752 года в возрасте 66 лет, будучи не женатым. Ему наследовал его младший брат, Уильям Мюррей (1696—1756). Он был сторонником Старого Претендента и в 1746 году признал себя виновным в измене, но был помилован и в 1752 году стал преемником своего брата в качестве 3-го графа.